# زعيترة (كسروان)
زعيترة، هي قرية لبنانية من قرى قضاء كسروان في محافظة جبل لبنان.
تبعد زعيترة 20 كيلومتر عن بيروت عاصمة لبنان. ترتفع 200 مترا عن سطح البحر وتمتد على مساحة 134 هكتاراً (1.34 كيلو متر مربع).